# Couvent des Dames de Beaumont
Le couvent de Notre-Dame de Beaumont est un couvent de moniales dominicaines situé près de la commune de Bavay dans le Nord de la France.
Le couvent fut fondé, à Valenciennes, le 12 décembre 1310 par Béatrice d'Avesnes († 1321),,.

## Historique
Béatrice d'Avesnes est la fondatrice du couvent  et fille de Baudoin d'Avesnes, seigneur de Beaumont, et de Félicité de Coucy, et petite-fille de Bouchard d'Avesnes et de Marguerite de Flandre, comtesse de Flandre et de Hainaut qui a épousé Henri VI de Luxembourg,, reconnu en 1309 par acte de Henri VII du Saint-Empire, Roi des romains.
Le palais des familles de Baumont et d'Avesnes, est donné aux sœurs Prôcheresse par Béatrice d'Avesnes par charte le mercredi suivant Pierre et Paul de 1310.
Agnés Magnilencial Nutriel et Marguerite d'Avelaines, religieuses de l'Abbiette de Lille vinrent former à la vertu et observances de l'Ordre des Prêcheurs les premières vierges qui devaient constituer le couvent. Elles arrivèrent le 12 décembre 1310.
Ce palais, transformé en monastère, est clôturée à la Pâques de 1311.
Huit demoiselles de la première qualité prirent l'habit des mains de Béatrice d'Avesnes le 28 mars 1312 en présence du père Jean Bouchéres, vicaire des dites sœurs.
La première étant Félicité de Luxembourg († 1336), fille de Henri VI de Luxembourg et veuve de Jean Tristan de Louvain  (vers 1275-1310). Elle fut la première prieure en 1311. Chrétienne d'Ipres lui succéda en 1322 puis Isabelle Delfaux en 1324, Jacqueline de Douai en 1328, puis Béatrice de Barbanson, Agnès Daussi, Marie de Sassegnies, Béatrix de Sassegnies.
Aux environs de 1616 la construction des remparts de Valenciennes cause des dégâts aux murs et bâtiments et la grande tempête de 1705 emporta le clocher des Dames de Beaumont.
Ces remparts seront démolis en 1893. et la destruction des Dames de Beaumont n'est pas connu.
Le couvent est d'abord rattaché au diocèse de Cambrai, province de Reims, de 580 à 1559 puis au diocèse de Cambrai, province de Paris de 1801 à sa destruction.
Note :Il est important de ne pas confondre cette abbaye avec l'Abbaye des dames de Beaumont dans le Puy-de-Dôme fondée en 655.

## Beaumont
Beaumont est un lieu-dit appelé auparavant Mont des Belges, peu éloigné de Bavay, Jules César ayant remporté une grande victoire sur les Belges auprès de ce Mont en changea le nom en Belle Bataille. L'historien Pierre d'Outreman évoque même en résidence à Beaumont de Valentinien Ier, Gratien, Constantin Ier (empereur romain), Pépin le Bref, et Charlemagne mais précisant aussi qu'il ne garantit pas les faits.

## Localisation
L'abbaye des dames de Beaumont était accolée aux remparts sud de la ville à proximité de la Porte cardon, actuelle Place Cardon et à proximité de Saint-Nicolas et du marché aux bêtes, donc situé Rue de Beaumont à Valenciennes,.

## Archéologie
Situé Rue de Beaumont à Valenciennes.
Une statue d'un des chevaliers de Lallaing a été retrouvée dans les fondations, composée de pierre bleu représentant un chevalier en armes et maintes jointes.
En 1973 deux gisants furent découverts .

## Domaine
Un chasserau général des biens est établie en 1415, avec additions en 1602 qui intéresse les communes de Aulnoy, Beuvrages, Bousignies-sur-Roc, Curgies, Escaudain, Estreux, Haussy, Neuville-sur-Escaut, Onnaing, Quiévrechain, Saint-Saulve, Saulzoir, Sebourg, Vendegies-au-Bois, Vendegies-sur-Ecaillon, Villerau et Wasnes-au-Bac.

## Hydrologie
Le couvent fut construit à proximité de la Rhonelle, rivière française du département du Nord et un affluent de l'Escaut.

## Personnalités  liées
- Deux empereurs sont nés en cette abbaye: Bauduin de Constantinople y est né  en 1171 ; Henri VII empereur d'Allemagne y serait également né en 1275[15].
- Jean de Recourt, Chambellan du roi Philippe II d'Espagne ; fut inhumé en 1541 à l'Abbaye des Dames de Beaumont[16].
- Simon de Lalaing VI en 1358 Grand-bailli du Hainaut enterré au cloître de Beaumont à Valenciennes épousa Mahaud de Mortagne qui se rendit religieuse en l'abbaye[17].
- Baudouin de Luxembourg ou Baudouin de Trèves (né vers 1285 à Luxembourg; † 21 janvier 1354 à Trèves) fut enterré chez les Dames de Beaumont à Valenciennes.  Baudouin de Luxembourg de la maison de Luxembourg, fut archevêque et prince-électeur de Trèves de 1307 à 1354, administrateur du Diocèse de Mayence de 1328 à 1336 et, avec quelques interruptions, administrateur des diocèses de Worms et de Spire de 1331 à 1337. Baudouin fut l'un des Prince d'Empire les plus influents de son époque et l'un des plus grands princes-électeurs de Trèves. Entre 1324 et 1326, il a pris part à la guerre des quatre seigneurs contre la ville de Metz.
- Marie d’Avesnes ou de Hainaut (1280 - Murat 1er septembre 1354) épouse de Louis Ier de Bourbon par contrat du mois de juin 1310, célébré à Pontoise le 22 septembre de la même année, fut religieuse au couvent de Beaumont et y fut enterrée[réf. souhaitée] {{Contradiction avec article Marie de Hainaut#Décès|date=mai 2021}}.